# Heinrich Jarczyk

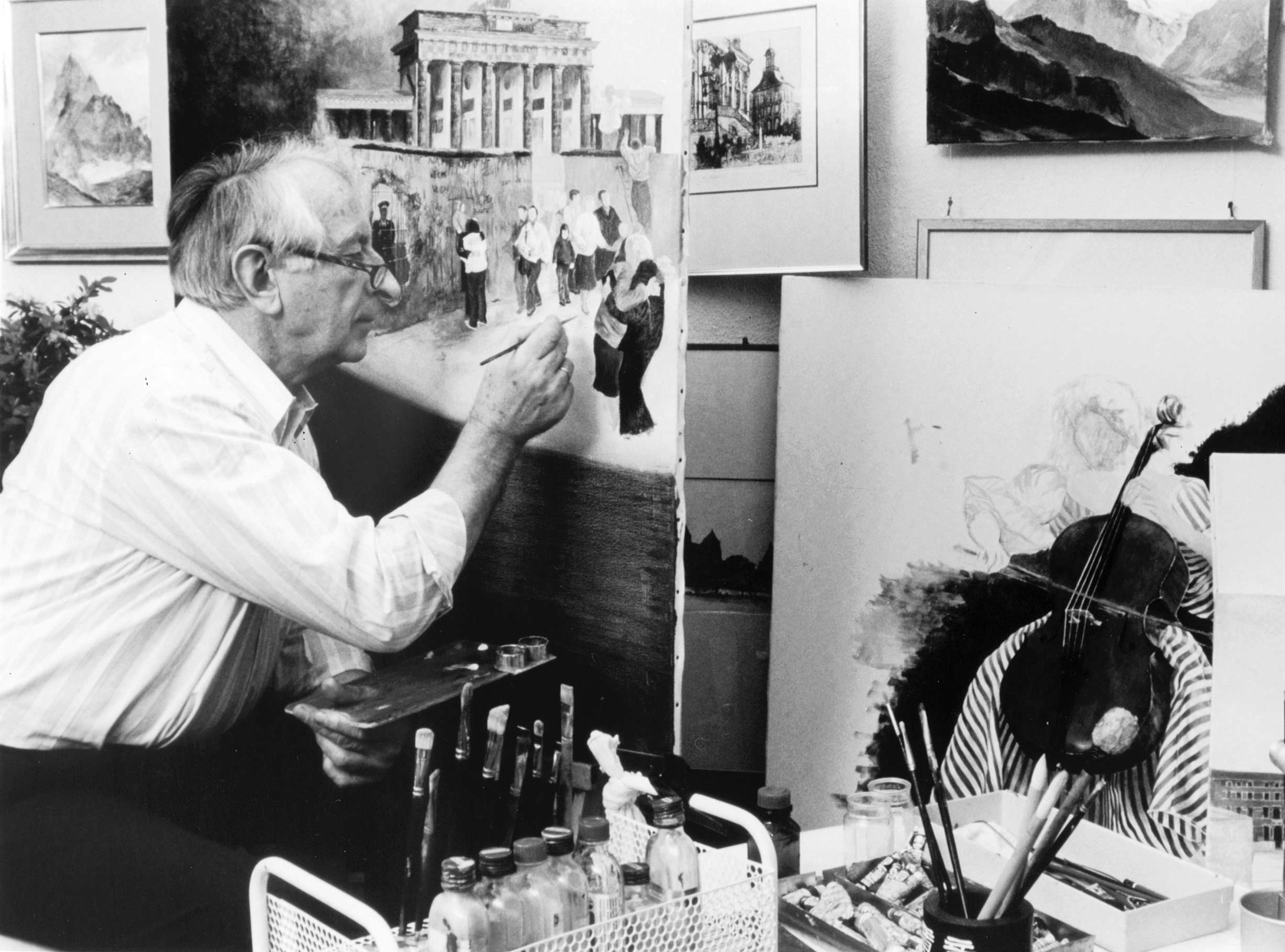
Heinrich J. Jarczyk (1989)

Heinrich Jarczyk (* 18. Januar 1925 in Neisse, Provinz Oberschlesien) ist ein deutscher Naturwissenschaftler, Zeichner und Maler.

## Leben
Heinrich J. Jarczyk wuchs als viertes Kind im bürgerlichen Haushalt der Eheleute Isidor Paul Jarczyk (Studienrat am Staatlichen Humanistischen Gymnasium „Carolinum“) und Hedwig Jarczyk, geb. Matuskiewicz (Absolventin der Höheren Töchterschule) aus Sprottau, auf. Literatur, Musik und Kunst prägten seine Kindheit und Jugend in Neisse.
Im Jahr 1943 erlangte er am Carolinum das Abitur. Als Bestandteil des Unterrichts lernte Heinrich Jarczyk das Zeichnen. Noch am Tag des Abiturs, am 15. März 1943, wurde er zum Arbeitsdienst und anschließend ins Militär eingezogen. Als Soldat der Wehrmacht wurde er, schwer verwundet, von der Canadian Army, später in englische, danach belgische und zuletzt in amerikanische Kriegsgefangenschaft genommen. Aus dem Lager in Belgien 1947 entlassen, studierte er Naturwissenschaften an der Ludwig-Maximilians-Universität München und besuchte Vorlesungen im Fach Kunstgeschichte.
1952 wurde er zum Dr. rer. nat. promoviert. Von 1953 bis 1987 Jarczyk war in der Forschung tätig (u. a. beim Max-Planck-Institut für Biochemie und bei der Bayer AG). Jarczyk verfasste mehr als 50 wissenschaftliche Publikationen. Längere berufliche Aufenthalte führten ihn nach Südamerika und Ägypten.
Nach seiner Pensionierung widmete er sich ausschließlich seinem künstlerischen Schaffen, neben Radierungen und Grafiken hauptsächlich der Malerei in Öl.
Vor der Deutschen Wiedervereinigung waren seine Werke seit 1982 in Westdeutschland und West-Berlin, in Belgien, Frankreich, Italien, Süd-Korea und in den Vereinigten Staaten in mehr als 50 Einzelausstellungen und zahlreichen Gruppenausstellungen zu sehen. Seither wurden sie auch in Schlesien und Mali ausgestellt.
Das Haus Schlesien hat sein Bild zum Fall der Berliner Mauer in die Sonderausstellung zum Kreisauer Kreis integriert.
Jarczyk lebt in Bergisch Gladbach.

## Werke
- Literatur:
  - Heinrich J. Jarczyk: Überlebens-Künstler – Erinnerungen an die Jahre 1943–1952. Laumann Druck & Verlag, Dülmen 2017, ISBN 978-3-89960-467-2.
- Ölgemälde:
  - 17891989[6] – Ölgemälde zur Französischen Revolution
  - Berlin, November 1989[7] – Ölgemälde zum Fall der Berliner Mauer
  - Gedanken zu Europa[8] – Ölgemälde, 1991
  - Vision 2000 – Ölgemälde von 1999, erstmals ausgestellt auf der Biennale Internazionale dell` Arte contemporanea, Florenz, 3.–12. Dezember 1999
- Radieroeuvre:
  - Muzeum w Nysie (Museum in Neisse, Polen), Schenkung im Jahre 2000
  - Schlesisches Museum zu Görlitz, Schenkung im Jahr 1999
- Grafische Arbeiten:
  - Deutsches Historischen Museum (Zeughaus), Berlin
  - Germanisches Nationalmuseum, Nürnberg
  - Musée Antoine-Lécuyer, St. Quentin
  - Haus des Deutschen Ostens, München
  - Haus Schlesien, Königswinter

## Ehrungen und Mitgliedschaften
- Neisser Kulturpreis (1992)
- National Arts Club, New York
- Münchner Künstlergenossenschaft
- Künstlergilde Esslingen, ehemaliges Mitglied